# アンナ・リー (俳優)
アンナ・リー、MBE（Anna Lee, MBE、1913年1月2日 - 2004年5月14日）は、「イギリスのボムシェル」と言われた、イギリス・アメリカの女優。

## 生い立ち
アニー・リー、出生名ジョーン・ボニフェス・ウィニフリス（Joan Boniface Winnifrith）は、ケント州アイタムで校長兼聖公会牧師のバートラム・トーマス・ウィニフリスと彼の2番目の妻であるエディス・モード・ディグビー・ローパーの娘として生まれた。父親は女優になりたいという娘の望みをサポートした。祖父のアルフレッド・ウィニフリス牧師はマリアンズリーの教区牧師、兄のジョン・ウィニフリス卿は、農業省の事務次官になったイギリスの高級官僚であった。またアーサー・コナン・ドイル卿の名づけ子であり、彼の娘のジーン・コナン・ドイル卿は生涯の友人だった。

## 経歴

### イギリス
リーはロイヤル・アルバート・ホールのセントラル・スクール・オブ・スピーチ・アンド・ドラマで訓練を受け、19歳の時に『His Lordship』（1932年）の端役で銀幕デビューを果した。1930年代初頭は、多くの映画でクレジットされない端役を演じていた。リーは衰退しつつあるイギリスの映画産業の梃入れを目的とするイギリス議会の法律である、1927年の映画法（Cinematograph Films Act of 1927）を満たすため、より重要な役を演じるようになっていった。上流社会を描いた映画、特にルイス・ヘイワードと主演した『Chelsea Life』（1933年）のミュリエル・マクストン役で知られていた。
1934年、当時イギリスで最大の製作会社であったゲインズボロ・ピクチャーズと契約を結び、コメディスリラー『The Camels Are Coming』、ドラマ映画『The Passing of the Third Floor Back』、ホラー映画『The Man Who Changed His Mind』、戦争映画『友情と兵隊』など、さまざまなジャンルで主役を演じた。1935年、ジェシー・マシューズのミュージカル『First a Girl』に貴族のプレイガールと他にミラノフ王女として出演。スタジオの大規模予算映画の1つである『キング・ソロモン』に出演した。
1933年、エジプトのロケ地で『The Camels are Coming』の撮影中に、最初の夫となる監督のロバート・スティーヴンソンに出会う。1937年、ゴーモン・ブリティッシュ映画社の『ノン・ストップ紐育』に主演。1938年、第一子出産のために産休をとった。1939年、リーと夫はゲインズボロのヘッドであったマイケル・バルコンが運営するイーリング・スタジオに移籍した。『Young Man's Fancy』（1939年）で貴族と恋に落ちる19世紀アイルランドのミュージックホールの歌姫を演じ、『Young Man's Fancy』（1939年）で主人公がイギリスに対する外敵の陰謀を阻止することを助けるジャーナリストを演じた。
イギリスでの最後の映画は、小さな海辺の町でツアー中に出会ったハリウッドスターに恋をする若いレパートリー・シアターの女優を描いた『Return to Yesterday』であった。夫妻はアメリカ合衆国に移住し、スティーヴンソンはデヴィッド・O・セルズニックと契約を結んだ。彼女は第二次世界大戦中もイギリスの戦争遂行を支援し続け、1943年に他のイギリス人俳優と共に『提督の館』に出演した。これは、イギリスの慈善団体に資金を調達するために作られた映画だった。

### アメリカ合衆国
ハリウッドに転居後、ジョン・フォードと懇意になり、『わが谷は緑なりき』、『馬上の二人』、『アパッチ砦』などの映画に出演した。『フライング・タイガー』（1942年）ではジョン・ウェイン、ジョン・キャロルと共演した。
フリッツ・ラング監督のエンスラポイド作戦を描いた戦時スリラー『死刑執行人もまた死す』（1943年）でブライアン・ドンレヴィ、ウォルター・ブレナンと共演、ヴァル・リュートン製作のホラー・スリラー映画の『恐怖の精神病院』（1946年）に出演。1940年代から1950年代にかけて、『Robert Montgomery Presents』、『The Ford Theatre Hour』、『Kraft Television Theatre』、『Armstrong Circle Theatre』、『Wagon Train』などのテレビアンソロジーシリーズに頻繁に出演した。『ペリー・メイスン』のエピソード「The Case of the Unsuitable Uncle」（1962年）にクリスタル・ダーラム役でゲスト出演。
1958年、イギリスに戻りジョン・フォードの『ギデオン』に出演し、警視ジョージ・ギデオンの妻を演じた。1965年、『サウンド・オブ・ミュージック』で車のエンジン部品を取り外してナチスを阻止し、フォン・トラップ家を脱出させた2人の修道女の1人シスター・マーガレッタ役で出演した。『何がジェーンに起ったか?』（1962年）ではジョーン・クロフォードとベティ・デイヴィスが演じる姉妹の隣人ベイツ夫人を演じた。1994年、ウィーラー・ウィンストン・ディクソン監督の長編映画『WhatCan IDo？』で主役を演じた。
後年、リーは昼ドラの『ジェネラル・ホスピタル』と『Port Charles』のリラ・クォーターメイン役で知られるようになったが、2003年にプロデューサーのジル・ファーレン・フェルプスによって契約を外されたため、フェルプスは昼ドラ界や『ジェネラル・ホスピタル』の出演者たちから抗議された。『ジェネラル・ホスピタル』の共演者の女優レスリー・チャールソンによると、リーは元『ジェネラル・ホスピタル』のエグゼクティブ・プロデューサーであるウェンディ・リッシュから生涯の仕事として約束されていた。チャールソンは2007年に、「かの女性は彼女の90年代でした。そして新しい権力に引き継がれたとき、彼らは彼女を解雇し彼女の心を壊しました。それは必要なことではありませんでした。」と語った。

## 私生活
最初の夫であるロバート・スティーヴンソン監督と1933年に結婚し、1939年にハリウッドに移住した。彼らにはヴェネチアとキャロラインという2人の娘がいた。元女優のヴェネチア・スティーヴンソンは、エヴァリー・ブラザースのドン・エヴァリーと結婚し、エダン、エリン、ステイシーの3人の子供がいる。リーとスティーヴンソンは1944年3月に離婚し、ヴェネチアとキャロラインは父親と暮らす選択をした。 
リーは第二次世界大戦中のUSOツアーで、2番目の夫となるパイロットのジョージ・スタフォードに出会った。2人は1944年6月8日に結婚し、ジョン、スティーブン、ティム・スタフォードの3人の息子が生まれた。ティム・スタフォードはジェフリー・バイロンの芸名で俳優となった。リーは1945年4月6日にジョアンナ・ボニフェス・スタフォード（＃123624）の名前で帰化してアメリカ市民になった。1945年6月8日に証明書（＃6183889、カリフォルニア州ロサンゼルス）が発行された。スタフォードとは1964年に離婚。
1970年4月5日、『司教の妻』や『ジェニーの肖像』で知られる小説家のロバート・ネイサンと3度目にして最後の結婚。この婚姻は1985年の彼の死去まで続いた。
1930年代、ロンドンのバンクサイド49にある家を所有していた。後に、この住所について書かれ2006年に刊行された『The House by the Thames』のために著者のジリアン・ティンダールからインタビューを受けた。1710年に最初に建てられて以来、この家は石炭商の家、事務所、下宿、遺棄物集積場を経て、1900年代に再び個人の住居として使用された。この家はツアーガイドに有名な住居として記載されており、セント・ポール大聖堂の建設中にクリストファー・レンが住んでいた可能性があると主張されており、過去に可能性を主張された住人にはキャサリン・オブ・アラゴンやウィリアム・シェイクスピアもいた。
1981年、交通事故により腰から下が麻痺した。
リーは頑固な保守派であり、自身の見解はウィンストン・チャーチル卿の見解と一致していると語っている。

## 受賞と栄誉
1982年、ドーバーの白い崖とアイタム・モートで募金活動を行った後、MBEを授与された。1995年、ハリウッド・ウォーク・オブ・フェームに彼女の星型プレートが配置された。2004年5月21日、没後にデイタイム・エミー賞生涯功労賞を受賞した。賞を受け取るまで数ヵ月の予定であったが、受賞の数日前に91歳で肺炎により死去した。息子のジェフリー・バイロンが代理で賞を受け取った。2004年7月16日、『ジェネラル・ホスピタル』はリーへのオマージュとしてリラ・クォーターメインの追悼式を放映した。

## フィルモグラフィー
映画
| 年   | 原題                                | 邦題                              | 役名                          | 備考             |
| ---- | ----------------------------------- | --------------------------------- | ----------------------------- | ---------------- |
| 1932 | Ebb Tide                            |                                   |                               | クレジットされず |
| 1932 | Say It with Music                   |                                   |                               |                  |
| 1932 | His Lordship                        |                                   | Scrub Girl Chorine            | クレジットされず |
| 1933 | The King's Cup                      |                                   | Minor Role                    | クレジットされず |
| 1933 | Yes, Mr. Brown                      |                                   |                               | クレジットされず |
| 1933 | Mayfair Girl                        |                                   | Bit Role                      | クレジットされず |
| 1933 | The Bermondsey Kid                  |                                   |                               |                  |
| 1933 | Chelsea Life                        |                                   | Muriel Maxton                 |                  |
| 1933 | Mannequin                           |                                   | Babette                       |                  |
| 1934 | Faces                               |                                   | Madeleine Pelham              |                  |
| 1934 | Rolling in Money                    |                                   | Lady Eggleby                  |                  |
| 1934 | Lucky Loser                         |                                   | Ursula Hamilton               |                  |
| 1934 | The Camels are Coming               |                                   | Anita Rodgers                 |                  |
| 1935 | Heat Wave                           |                                   | Jane Allison                  |                  |
| 1935 | The Passing of the Third Floor Back |                                   | Vivian                        |                  |
| 1935 | First a Girl                        |                                   | Princess Miranoff             |                  |
| 1936 | The Man Who Changed His Mind        |                                   | Dr Wyatt                      |                  |
| 1937 | OHMS                                | 友情と兵隊                        | Sally Briggs                  |                  |
| 1937 | King Solomon's Mines                | キング・ソロモン                  | Kathleen O'Brien              |                  |
| 1937 | Non-Stop New York                   | ノン・ストップ紐育                | Jennie Carr                   |                  |
| 1939 | The Four Just Men                   |                                   | Ann Lodge                     |                  |
| 1939 | Young Man's Fancy                   |                                   | Miss Ada                      |                  |
| 1940 | Return to Yesterday                 |                                   | Carol Sands                   |                  |
| 1940 | Seven Sinners                       | 妖花                              | Dorothy                       |                  |
| 1941 | My Life with Caroline               | かわいい女                        | Caroline                      |                  |
| 1941 | How Green Was My Valley             | わが谷は緑なりき                  | Bronwyn                       |                  |
| 1942 | Flying Tigers                       | フライング・タイガー              | Brooke Elliott                |                  |
| 1942 | Commandos Strike at Dawn            | 暁の勝利                          | Judith Bowen                  |                  |
| 1943 | Forever and a Day                   | 提督の館                          | Cornelia Trimble-Pomfret      |                  |
| 1943 | Flesh and Fantasy                   | 肉体と幻想                        | Rowena                        | 第2話            |
| 1943 | Hangmen Also Die!                   | 死刑執行人もまた死す              | Masha Novotny                 |                  |
| 1944 | Summer Storm                        | 夏の嵐                            | Nadena Kalenin                |                  |
| 1946 | Bedlam                              | 恐怖の精神病院                    | Nell Bowen                    |                  |
| 1946 | G.I. War Brides                     |                                   | Linda Powell                  |                  |
| 1947 | The Ghost and Mrs. Muir             | 幽霊と未亡人                      | Mrs Miles Fairley             |                  |
| 1947 | High Conquest                       |                                   | Marie Correl                  |                  |
| 1948 | Fort Apache                         | アパッチ砦                        | Mrs Emily Collingwood         |                  |
| 1948 | Best Man Wins                       |                                   | Nancy Smiley                  |                  |
| 1949 | Prison Warden                       |                                   | Elisa Pennington Burnell      |                  |
| 1958 | Gideon's Day                        | ギデオン                          | Mrs Kate Gideon               |                  |
| 1958 | The Last Hurrah                     | 最後の歓呼                        | Gert Minihan                  |                  |
| 1959 | The Horse Soldiers                  | 騎兵隊                            | Mrs Buford                    |                  |
| 1959 | This Earth Is Mine                  | 太陽の谷                          | Charlotte Rambeau             |                  |
| 1959 | The Crimson Kimono                  | クリムゾン・キモノ                | Mac                           |                  |
| 1959 | Jet Over the Atlantic               | スカイジャック                    | Ursula Leverett               |                  |
| 1960 | The Big Night                       |                                   | Mrs Turner                    |                  |
| 1961 | Two Rode Together                   | 馬上の二人                        | Mrs Malaprop                  |                  |
| 1963 | The Prize                           | 逆転                              | American Reporter             | クレジットされず |
| 1962 | The Man Who Shot Liberty Valance    | リバティ・バランスを射った男      | Mrs. Prescott                 |                  |
| 1962 | Jack the Giant Killer               | ジャックと悪魔の国                | Lady Constance                |                  |
| 1962 | What Ever Happened to Baby Jane?    | 何がジェーンに起ったか?           | Mrs. Bates                    |                  |
| 1962 | Mutiny on the Bounty                | 戦艦バウンティ                    |                               | クレジットされず |
| 1964 | For Those Who Think Young           | 踊れ!サーフィン                   | Laura Pruitt                  |                  |
| 1964 | The Unsinkable Molly Brown          | 不沈のモリー・ブラウン            | Titanic Passenger in Lifeboat | クレジットされず |
| 1965 | The Sound of Music                  | サウンド・オブ・ミュージック      | Sister Margaretta             |                  |
| 1966 | 7 Women                             | 荒野の女たち                      | Mrs Russell                   |                  |
| 1966 | Picture Mommy Dead                  | 陰謀の屋敷                        | Elsie Kornwald                |                  |
| 1967 | In Like Flint                       | 電撃フリント・アタック作戦        | Elisabeth                     |                  |
| 1968 | Star!                               | スター!                           | Hostess                       | クレジットされず |
| 1978 | Legend of the Northwest             |                                   |                               |                  |
| 1979 | The Night Rider                     |                                   | Lady Earl                     |                  |
| 1987 | Right Hand Man                      | ライトハンド・マン/禁じられた抱擁 | Worn Woman                    |                  |
| 1987 | Beyond the Next Mountain            |                                   | Governor's Wife               |                  |
| 1989 | Listen to Me                        | 青春!ケンモント大学               | Garson's Grandmother          |                  |
| 1989 | Beverly Hills Brats                 | ビバリーヒルズ・ブラッツ          | Gertie                        |                  |
| 1994 | What Can I Do                       |                                   | Elderly Woman                 |                  |

テレビ
| 年        | 原題                                        | 邦題                                        | 役名                  | 備考                        |
| --------- | ------------------------------------------- | ------------------------------------------- | --------------------- | --------------------------- |
| 1950      | Robert Montgomery Presents                  |                                             | Frances Lawrence      | 1エピソード                 |
| 1951      | Studio One                                  |                                             | Anita Derr            | 1エピソード                 |
| 1952      | Robert Montgomery Presents                  |                                             | Ann Hammond           | 2エピソード                 |
| 1958      | Peter Gunn                                  | ピーター・ガン                              | Sister Thomas Aquina  | 1エピソード                 |
| 1960      | The Barbara Stanwyck Show                   |                                             |                       | 1エピソード                 |
| 1962      | Perry Mason                                 | ペリー・メイスン                            | Crystal Durham        | 1エピソード                 |
| 1962      | McHale's Navy                               |                                             | Pamela Parfrey        | 1エピソード                 |
| 1963      | The Alfred Hitchcock Hour                   | ヒッチコック劇場                            | Roberta Saunders      | 1エピソード                 |
| 1964      | The Movie Maker                             |                                             |                       | テレビ映画                  |
| 1965      | Combat!                                     | コンバット!                                 | Sister Lescaut        | 1エピソード                 |
| 1966      | My Three Sons                               | パパ大好き                                  | Louise Allen          | 1エピソード                 |
| 1967      | Gunsmoke                                    | ガンスモーク                                | Amy Bassett           | 1エピソード                 |
| 1968      | Mannix "Edge Of The Knife"                  | マニックス                                  | Mrs Harriman          | 1エピソード                 |
| 1970      | Mission: Impossible                         | スパイ大作戦                                | Maria Malik           | 1エピソード                 |
| 1973      | My Darling Daughters' Anniversary           |                                             | Judge Barbara Hanline | テレビ映画                  |
| 1977      | Eleanor and Franklin: The White House Years | 我が生涯の大統領/ルーズベルト夫人風雪の60年 | Laura Delano          | テレビ映画                  |
| 1978      | The Beasts Are on the Streets               | 猛獣大脱走/全市民緊急避難せよ               | Mrs Jackson           | テレビ映画                  |
| 1979–2003 | General Hospital                            | ジェネラル・ホスピタル                      | Lila Quartermaine     | 77エピソード （最後の出演） |
| 1980      | Scruples                                    |                                             | Aunt Wilhelmina       | 3エピソード                 |
| 1997      | Port Charles                                |                                             | Lila Quartermaine     |                             |